# Fausto Cercignani
Fausto Cercignani (italijanska izgovorjava: [ˈfausto tʃertʃiɲˈɲani]), italijanski učenjak, esejist in pesnik, * 21. marec 1941, Cagliari.

## Dejavnost
Fausto Cercignani je poučeval germansko filologijo in zgodovino angleščine na različnih italijanskih univerzah.
Na področju angleškega študija je znan po svojih raziskavah o William Shakespeare.
Njegovo glavno delo na tem področju je Shakespeare's Works and Elizabethan Pronunciation, Oxford, University Press (Clarendon Press), 1981.
Njegova literarna kritika se ukvarja s priznanimi avtorji: Jens Peter Jacobsen, Georg Trakl, Georg Büchner, Arthur Schnitzler, Wolfgang Goethe, Gotthold Ephraim Lessing, Wilhelm Heinrich Wackenroder, Hugo von Hofmannsthal, Rainer Maria Rilke, Alban Berg, E.T.A. Hoffmann, Robert Musil, Novalis, Joseph Roth, Richard Beer-Hofmann, Karl Kraus, Franz Kafka, Thomas Mann, Gerhart Hauptmann, Friedrich Schiller, Karl Krolow, Christa Wolf.
Na področju lingvističnih študij je študiral germansko skupino jezikov z zgodovinskega vidika, zlasti proto-germansko, gotsko, angleško in nemško.
Fausto Cercignani je glavni urednik mednarodne literarne periodike Studia austriaca (e-ISSN 2385-2925, p-ISSN 1593-2508) in Studia theodisca (e-ISSN 2385-2917, p-ISSN 1593-2478).

## Poezija
Cercignanova poezija je bila objavljena v sedmih knjigah in je zdaj zbrana v knjigi iz Scritture. Poesie edite e inedite, Torino 2015..
Fausto Cercignani je eksperimentiral tudi s svojim prevodom svojih pesmi.

## Izbrana dela

### Anglistika
- Shakespeare's Works and Elizabethan Pronunciation, Oxford, University Press (Clarendon Press), 1981.[3]
- English Rhymes and Pronunciation in the Mid-Seventeenth Century, in "English Studies", 56/6, 1975, 513-518.[8]
- The Development of */k/ and */sk/ in Old English, in "Journal of English and Germanic Philology", 82/3, 1983, 313-323.[9]

### Germanistika
- The Consonants of German: Synchrony and Diachrony , Milano, Cisalpino, 1979.[10]
- The Development of the Gothic Short/Lax Subsystem, in "Zeitschrift für vergleichende Sprachforschung", 93/2, 1979, 272-278.[11]
- Early «Umlaut» Phenomena in the Germanic Languages, in "Language", 56/1, 1980, 126-136.[12]
- Zum Hochdeutschen Konsonantismus. Phonologische Analyse und phonologischer Wandel, in "Beiträge zur Geschichte der deutschen Sprache und Literatur", 105/1, 1983, 1-13.[13]
- The Elaboration of the Gothic Alphabet and Orthography, in "Indogermanische Forschungen", 93, 1988, 168-185.[14]
- Saggi linguistici e filologici. Germanico, gotico, inglese e tedesco, Alessandria, 1992.[15]

### Literarna kritika

#### Knjige
- F. Cercignani - M. Giordano Lokrantz, In Danimarca e oltre. Per il centenario di Jens Peter Jacobsen, Milano, 1987.[16]
- F. Cercignani, Existenz und Heldentum bei Christa Wolf. «Der geteilte Himmel» und «Kassandra», Würzburg, Königshausen & Neumann, 1988.[17]
- F. Cercignani, Studia trakliana. Georg Trakl 1887-1987, Milano, 1989.[18]
- F. Cercignani, Studia büchneriana. Georg Büchner 1988, Milano, 1990.[19]
- F. Cercignani, Studia schnitzleriana, Alessandria, 1991.[20]
- F. Cercignani, Novalis, Milano, 2002.[21]

#### Eseji
- Disperata speranza: la trama del «Niels Lyhne», in F. Cercignani - M. Giordano Lokrantz, In Danimarca e oltre. Per il centenario di Jens Peter Jacobsen, Milano, 1987, 95-128.[16]
- Dunkel, Grün und Paradies. Karl Krolows lyrische Anfänge in «Hochgelobtes gutes Leben», in "Germanisch-Romanische Monatsschrift", 36/1, 1986, 59-78.[22]
- Zwischen irdischem Nichts und machtlosem Himmel. Karl Krolows «Gedichte» 1948: Enttäuschung und Verwirrung, in "Literaturwissenschaftliches Jahrbuch", 27, 1986, 197-217.[23]
- E. T. A. Hoffmann, Italien und die romantische Auffassung der Musik, in S. M. Moraldo (ed.), Das Land der Sehnsucht. E. T. A. Hoffmann und Italien, Heidelberg, Winter, 2002, 191-201.[24]

## Nagrade
Österreichisches Ehrenkreuz für Wissenschaft und Kunst I. Klasse - Milano, 1996.